# 오키쿠 (사나다 노부시게의 장녀)
오키쿠(일본어: 阿菊 おきく[*], 생년 미상 - 간에이 19년 10월 28일 (1642년 12월 19일))는 아즈치모모야마 시대부터 에도 시대 초기에 걸쳐 살은 여성이다. 사나다 노부시게의 장녀이다. 어머니는 사나다가 가신 홋타 사쿠베에 (오키시게)의 동생이다. 이름은 스헤(すへ)라고도 한다.

## 인물
시나노국 우에다 (나가노현 우에다시)에서 태어났다. 아버지 노부시게는 시나노의 국중 사나다씨에서 배출된 도요토미 정권 하의 다이묘이지만, 노부시게는 우에다 시대에는 홋타 사쿠베에에의 여동생과 마찬가지로 사나다 가신 타카나시 나이키의 딸을 측실로 맞이했으며, 홋타 사쿠베에의 여동생과의 사이에서는 오키쿠 외, 차녀 오이치가 태어났다.
노부시게는 세키가하라 전투에 따른 제2차 우에다 전투에서 서군에 속해 싸우다가, 세키가하라 전투에서 서군이 패배하자 고야산으로 칩거했다. 홋타 사쿠베에는 우에다에 잔류해, 오키쿠를 양녀로 삼고, 오사카의 진 이전에 시나노국 나가쿠보슈쿠 (나가노현 치이사가타군 나가와정)의 본신 이시아이 쥬조 (시게사다 또는 미치사다)에게 시집갔다. 또한, 노부시게의 차녀 오이치는 구도산에서 수행하였고, 그 땅에서 사망했다.
게이초 20년 (1615년)의 오사카의 진에서는 아버지 노부시게와 양아버지 홋타 사쿠베에가 사망했다. 간에이 16년 (1639년)에는 오키쿠나 이시아이가에 맡겨져 있던 홋타 사쿠베에의 적남 마타베에의 존재가 드러나버렸지만, 이시아이 가문은 추궁을 받았지만 처벌은 면했다.
간에이 19년 (1642년) 10월 18일에 사망했다. 묘소는 나가와정 후루마치의 사이렌지이다. 법명은 松屋寿貞大姉이다.

## 오키쿠가 등장하는 작품
- 사나다마루 (2016년, NHK대하드라마) - 배우 타마키 미유우 → 츠네마츠 유리